# 長鰭線指䱵
長鰭線指䱵（學名：Nemadactylus macropterus）又名石首䱵，為輻鰭魚綱鱸形目鱸亞目唇指䱵科的其中一種。毛利語稱為Tarakihi。

## 分布
本魚分佈於南半球澳洲南部、紐西蘭，以及南美洲南部大西洋海域。

## 形態
本魚通體銀色，惟在頭後方有一月形黑帶。另外其胸鰭一棘特長，為其特徵。
- 被捕獲的個體
- 奥克兰战争纪念博物馆所藏的標本

## 生態
本魚幼年生長在淺水礁石間，成魚游出外海，生活在400公尺的海底。長30至60公分。

## 利用
本魚是一種食用魚，在紐西蘭更是第二大商業魚類，以拖網方式捕撈。二次大戰後年產量為3,500-6,000噸之間。